# Úhorná
Úhorná (bis 1927 slowakisch Uhorná; deutsch Ahorn, ungarisch Dénes – bis 1902 Uhorna) ist eine Gemeinde in der Ostslowakei. Sie liegt im Tal des Flusses Smolník im Gebirge Volovské vrchy, etwa 21 km von Rožňava, 31 km von Gelnica und 50 km von Košice entfernt. Oberhalb der Gemeinde befindet sich der Úhorná-Pass (Úhornianske sedlo, 999 m n.m.), unterhalb ein im 18. Jahrhundert errichteter kleiner Stausee (vodná nádrž Úhorná).

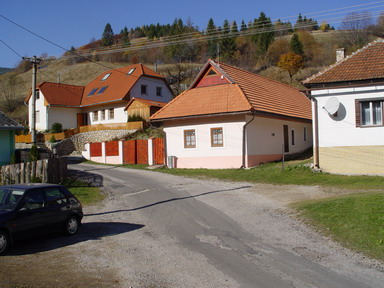
Blick in den Ort

Der Ort wurde zum ersten Mal schriftlich im Jahr 1383 als Ohary, als Teil der Herrschaft der Burg Krásna Hôrka erwähnt. Im 16. Jahrhundert siedelten sich im Ort Walachen an.
Bis 1918 gehörte Úhorná innerhalb des Komitats Gemer und Kleinhont zum Königreich Ungarn, danach kam sie zur neu entstandenen Tschechoslowakei. Heute wird die Gemeinde im Sommer als eine „Datschagemeinde“ benutzt.
Am 3. August 2003 ereignete sich beim Ort ein schwerer Unfall, als sich bei einem Reisebus, der zu einem Wallfahrtsort bei der Gemeinde reiste, auf der engen zum Ort hinaufführenden Landesstraße (Bezeichnung: II/549) der Motor abschaltete, er in der Folge wegen einer kaputten Feststellbremse von der Straße abkam und talwärts hinabstürzte; 13 (ursprünglich 11) Menschen wurden getötet und 24 (andere Angaben 25) verletzt.

## Bevölkerung
| Jahr                | 1994 | 2004     | 2014    | 2024    |
| ------------------- | ---- | -------- | ------- | ------- |
| Anzahl der Personen | 199  | 150      | 146     | 143     |
| Unterschied         |      | −24,62 % | −2,66 % | −2,05 % |

| Jahr                | 2023 | 2024    |
| ------------------- | ---- | ------- |
| Anzahl der Personen | 141  | 143     |
| Unterschied         |      | +1,41 % |